# Yolotepec
Yolotepec es una localidad de México, localizada en el municipio de Santiago de Anaya en el estado de Hidalgo.

## Toponimia
En idioma otomí significa “Lugar del corazón”.

## Geografía
Se encuentra en la región geográfica del Valle del Mezquital. A la localidad le corresponden las coordenadas geográficas 20° 23’ 33.476” de latitud norte y 99° 04’ 39.807” de longitud oeste; con una altitud de 1906 m s. n. m. Cuenta con un clima semiseco templado.
En cuanto a fisiografía se encuentra en la provincia del Eje Neovolcanico, dentro de la subprovincia de Sierras y Llanuras de Querétaro e Hidalgo; su terreno es de llanura. En lo que respecta a la hidrografía se encuentra posicionado en la región del Pánuco, dentro de la cuenca del río Moctezuma, y en la subcuenca del río Actopan.

## Demografía
En 2020 registró una población de 2578 personas, lo que corresponde al 14.07 % de la población municipal. De los cuales 1291 son hombres y 1287 son mujeres.
| Gráfica de evolución demográfica de Yolotepec entre 1900 y 2020                              |
|                                                                                              |
| Población de los censos y conteos del Instituto Nacional de Estadística y Geografía (INEGI). |

## Cultura
En él se encuentra una iglesia agustina de alrededor del siglo XVI, la iglesia San Juan Bautista. Tiene como feria del pueblo el día 24 de junio de cada año y 14 de febrero la feria del barrio de Jesús.